# 小行星4558
小行星4558（英語：4558 Janesick）是一颗围绕太阳公转的小行星。1988年7月12日，A. Maury、J. Mueller在帕洛马山发现了此天体。
这颗小行星的绝对星等为94.11839890239105等。